# Mauderode
Mauderode ist der nördlichste Ortsteil der Gemeinde Werther im Landkreis Nordhausen in Thüringen in Deutschland.

## Lage
Mauderode liegt im Nordthüringer Hügelland, an der Grenze zum Südharzer Zechsteingürtel im südlichen Harzvorland. Etwa 9 km Luftlinie entfernt, befindet sich Nordhausen.

## Geografie
Die Karsterscheinungen im Harzvorland sind auch südwestlich von Mauderode  durch den Steinsee und andere Erdfallseen, wie das Große Seeloch, im Umfeld des Ortes natürliche Sehenswürdigkeiten. Außerdem findet man in der Mauderöder Flur Bachschwinden, in diesen versickert vor allem der Talgraben fast ganzjährig im Gipskarst. In wasserreicheren Zeiten, wie zum Beispiel zur Schneeschmelze, versickert nicht das gesamte Wasser des Talgrabens im karstigen Untergrund, sondern fließt nördlich von Mauderode der Wieda zu.

## Geschichte
Die Kleine Herrenburg als abgegangene Turmhügelburg lag auf einer Anhöhe im Zentrum des Ortes beim ehemaligen Friedhof. Mauderode wurde erstmals am 27. Januar 1233 und das zweite Mal am 17. März 1388 urkundlich erwähnt.
Seit 1921 bewirtschaftete der Pächter Hermann Margraf das Rittergut mit einer Fläche von 231 Hektar. Das Gut wurde nach dem Zweiten Weltkrieg entschädigungslos enteignet und an Umsiedler sowie landarme Bauern verteilt, 1958 folgte die Zwangskollektivierung zu einer LPG.
Mit der Auflösung der Verwaltungsgemeinschaft Helmetal kam die einstmals eigenständige Gemeinde Mauderode am 1. Januar 1997 zur neugebildeten Gemeinde Werther.

## Kultur und Sehenswürdigkeiten

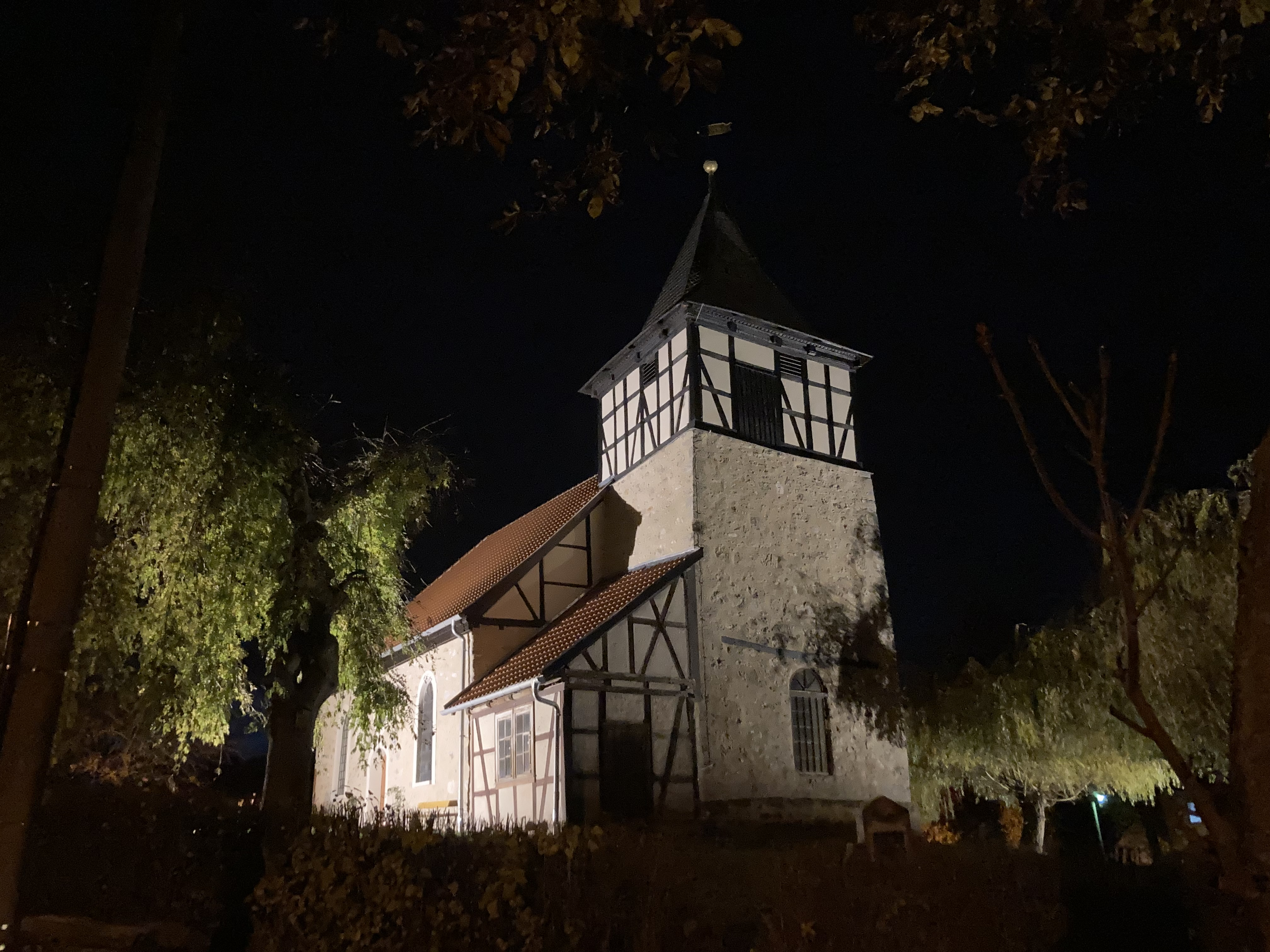
Ev. Kirche St. Peter und Paul in Mauderode

- Die evangelische Filialkirche St. Peter und Paul ist eine 1606 erbaute schlichte Chorturmkirche aus verputzten Bruchsteinen mit eingezogenem, quadratischem Chorturm. Dieser hat ein Fachwerkobergeschoss. Der Glockenstuhl ist bauzeitlich und trägt eine Inschrift. Die Glocken sind von 1487 und 1500.[7]
- Kleine Herrenburg als kreisrunder mit einer Linde bestandener Hügel von etwa 30 Meter Durchmesser mit einem kreisrunden Graben mit Vorwall.

## Persönlichkeiten
- Zoë von Reuß (1832–1924), Schriftstellerin